# Commandos (película)
Commandos es una película italiana de 1968 dirigida por Armando Crispino, coescrita por Dario Argento y protagonizada por Lee Van Cleef y Jack Kelly.

## Sinopsis
En plena Segunda Guerra Mundial, el sargento Sullivan reúne a un grupo de estadounidenses de ascendencia italiana disfrazados de soldados italianos con el objetivo de infiltrarse en un campamento enemigo en el norte de África, zona que se encuentra tomada por los fascistas. Pero para lograrlo, deben aterrizar en pleno desierto y sortear los peligros de la naturaleza antes de enfrentar a las tropas enemigas.

## Reparto
- Lee Van Cleef es Sullivan
- Jack Kelly es Valli
- Giampiero Albertini es Aldo
- Marino Masé es Tomassini
- Götz George es Rudi
- Pier Paolo Capponi es Corbi
- Romano Puppo es Dino
- Ivano Staccioli es Rodolfo
- Marilú Tolo es Adriana